# Dark Before Dawn
| Recensione | Giudizio |
| ---------- | -------- |
| Allmusic   |          |

Dark Before Dawn è il quinto album in studio del gruppo alternative metal statunitense Breaking Benjamin. Pubblicato il 23 giugno 2015 dalla Hollywood Records, è il primo album del gruppo pubblicato dopo lo scioglimento avvenuto nel 2013.

## Tracce
1. Dark – 2:10
2. Failure – 3:34
3. Angels Fall – 3:48
4. Breaking the Silence – 3:01
5. Hollow – 3:51
6. Close to Heaven – 4:09
7. Bury Me Alive – 4:04
8. Never Again – 3:43
9. The Great Divide – 4:12
10. Ashes of Eden – 4:53
11. Defeated – 3:25
12. Dawn – 1:52

## Formazione
Gruppo
- Benjamin Burnley – voce, chitarra ritmica
- Aaron Bruch – basso, cori
- Shaun Foist – batteria, percussioni
- Jasen Rauch – chitarra solista
- Keith Wallen – chitarra ritmica, cori

Altri musicisti
- Rhiannon Burnley – cori
- Dave Eggar – violoncello, orchestrazione
- Katie Kresek – violino
- Chuck Palmer – orchestrazione

## Classifiche
| Classifica (2015)         | Posizione massima |
| ------------------------- | ----------------- |
| Australia                 | 11                |
| Austria                   | 49                |
| Belgio (Fiandre)          | 113               |
| Canada                    | 1                 |
| Germania                  | 34                |
| Nuova Zelanda             | 11                |
| Paesi Bassi               | 66                |
| Stati Uniti               | 1                 |
| Stati Uniti (Alternative) | 1                 |
| Stati Uniti (Digital)     | 1                 |
| Stati Uniti (Hard Rock)   | 1                 |
| Stati Uniti (Tastemaker)  | 2                 |
| Stati Uniti (Top Rock)    | 1                 |
| Svizzera                  | 66                |